# Eva Kelder
Eva Kelder (Purmerend, 2 april 1980) is een Nederlandse schrijver, schrijfdocent en schrijfcoach. 

## Biografie
Ze studeerde Engelse letterkunde en journalistiek. Tijdens een verblijf in de Verenigde Staten werkte ze aan een cross mediaal project, dat resulteerde in een boek, In Search of Americans, en korte films voor VPRO's Holland Doc.  
Kelder publiceerde korte verhalen in diverse literaire tijdschriften, waaronder De Revisor, Passionate Magazine en De Gids. 
In 2014 verscheen bij uitgeverij Meulenhoff haar debuutroman Het leek stiller dan het was. Samen met Annemarie de Gee publiceerde ze in 2019 het boek "Ik, moeder".